# Rashid al-Ghannushi
Rashid al-Ghannushi hoặc Rached Ghannouchi (tiếng Ả Rập: راشد الغنوشي) (sinh 1941) là một người Hồi giáo Tunisia đã đóng góp trong việc thành lập Ḥizb al-Nahḍah, Đảng Phục hưng. Al-Ghannushi sinh ra bên ngoài al-Hama, tại tỉnh miền nam Tunisia tỉnh Qabis. Ông đã tốt nghiệp tương đương tú tài được, tương đương với cử nhân vào năm 1962 từ trường đại học Zaytuna. Ông nhập họ trường học nông nghiệp tại Đại học Cairo năm 1964, nhưng sau khi những người Tunisia bị trục xuất khỏi Ai Cập do tranh chấp giữa Gamal Abdel Nasser và Habib Bourguiba, ông đã đến Syria. Ông học triết học tại Đại học Damascus, tốt nghiệp vào năm 1968. Trong khi ở Damascus, Al-Ghannushi ban đầu gia nhập Đảng Xã hội châu Âu, nhưng sau đó đã áp dụng một quan điểm tôn giáo hơn. Ông đã dành một năm ở Pháp tại Sorbonne trước khi trở về Tunisia và, cùng với nhiều người Tunisia khác, thành lập một tổ chức dành cho các cải cách xã hội của Tunisia dựa trên các nguyên tắc Hồi giáo.